# ديريك دوغان
ديريك دوغان (بالإنجليزية: Derek Dougan)‏ هو لاعب كرة قدم ومعلق رياضي بريطاني، ولد في 20 يناير 1938 في بلفاست في المملكة المتحدة، وتوفي في 24 يونيو 2007 في ولفرهامبتن في المملكة المتحدة بسبب نوبة قلبية. شارك في نوبة قلبية. وشارك مع منتخب إيرلندا الشمالية لكرة القدم من الدرجة الثانية ‏ ومنتخب أيرلندا الشمالية لكرة القدم. أما مع النوادي، فقد لعب مع بلاكبيرن روفرز ولوس أنجلوس وولفز وليسبورن ديستليري وليستر سيتي ونادي بورتسموث ونادي بيتربورو يونايتد ونادي شامروك روفرز ونادي كيترينغ تاون ووولفرهامبتون واندررز.

## وصلات خارجية
- ديريك دوغان على موقع الاتحاد الأوربي (الإنجليزية)
- ديريك دوغان على موقع قاعدة بيانات كرة القدم.إي يو (الإنجليزية)
- ديريك دوغان على موقع ناشيونال فوتبول تيمز (الإنجليزية)